# Mary Curtis Verna
Mary Curtis Verna, nome d'arte di Mary Virginia Curtis (Salem, 9 maggio 1921 – Seattle, 4 dicembre 2009), è stata un soprano statunitense.

## Biografia
Studiò dapprima nel suo paese e in seguito con Ettore Verna (che divenne poi suo marito) in Italia, dove è nota come Maria Curtis Verna. Debuttò nel 1949 al Teatro Lirico di Milano come Desdemona, apparendo successivamente in diversi altri teatri italiani, oltre che alla Staatsoper di Vienna e all'Opera di Monaco.
Esordì negli Stati Uniti nel 1952 all'Academy of Music di Philadelphia in Aida, che interpretò nello stesso anno anche alla San Francisco Opera. Del 1954 fu il debutto alla New York City Opera in Don Giovanni (Donna Anna) e del 1957 quello al Metropolitan ne Il trovatore. Fu presente regolarmente al Met prevalentemente in opere del repertorio italiano, tra le quali, oltre a Il trovatore e Aida, La forza del destino, Don Carlo, Simon Boccanegra, Tosca, Turandot, Manon Lescaut, Cavalleria rusticana. Apparve anche, sempre negli States, a Cincinnati e Baltimora, e al Teatro Colón di Buenos Aires.
Continuò l'attività fino alla chiusura della vecchia sede del Met nel 1966, per poi assumere l'incarico di docente di canto presso l'università del Washington a Seattle, che detenne fino al 1991.

## Repertorio
| Ruolo                   | Titolo                  | Autore     |
| ----------------------- | ----------------------- | ---------- |
| Maddalena di Coigny     | Andrea Chénier          | Giordano   |
| Santuzza                | Cavalleria rusticana    | Mascagni   |
| Donna Anna Donna Elvira | Don Giovanni            | Mozart     |
| Gioconda                | La Gioconda             | Ponchielli |
| Manon Lescaut           | Manon Lescaut           | Puccini    |
| Floria Tosca            | Tosca                   | Puccini    |
| Turandot                | Turandot                | Puccini    |
| Lady Macbeth            | Macbeth                 | Verdi      |
| Leonora                 | Il trovatore            | Verdi      |
| Maria Boccanegra        | Simon Boccanegra        | Verdi      |
| Amelia                  | Un ballo in maschera    | Verdi      |
| Donna Leonora di Vargas | La forza del destino    | Verdi      |
| Elisabetta di Valois    | Don Carlo               | Verdi      |
| Aida                    | Aida                    | Verdi      |
| Desdemona               | Otello                  | Verdi      |
| Gutrune Terza Norna     | Il crepuscolo degli dei | Wagner     |

## Discografia

### Incisioni in studio
- Aida, con Umberto Borsò, Oralia Domínguez, Ettore Bastianini, Norman Scott, dir. Franco Capuana - Remington 1952
- Don Giovanni (Donna Anna), con Giuseppe Taddei, Italo Tajo, Carla Gavazzi, Cesare Valletti, Elda Ribetti, dir. Max Rudolf - Cetra 1953
- Un ballo in maschera, con Ferruccio Tagliavini, Giuseppe Valdengo, Pia Tassinari, dir. Angelo Questa - Cetra 1954
- Aida, con Franco Corelli, Miriam Pirazzini, Giangiacomo Guelfi, Giulio Neri, dir. Angelo Questa - Cetra 1956
- Andrea Chenier, con Richard Tucker, Mario Sereni, dir. Fausto Cleva -  Columbia/Metropolitan Opera Record 1957

### Registrazioni dal vivo
- Aida, con Carlo Bergonzi, Irene Dalis, Robert Merrill, Giorgio Tozzi, dir. Fausto Cleva - Met 1957 ed. Bongiovanni
- Il trovatore, con Kurt Baum, Frank Guarrera, Rosalind Elias, dir. Max Rudolf - Met 1957 ed. Metropolitan Opera Record
- Tosca, con Jussi Björling, Cornell MacNeil, dir. Dimitri Mitropoulos - Met 1959 ed. Bongiovanni
- Don Carlo, con Franco Corelli, Jerome Hines, Mario Sereni, Irene Dalis, dir. Nino Verchi - Met 1961 ed. GOP
- La Gioconda, con Franco Corelli, Cesare Bardelli, Mignon Dunn, Giorgio Tozzi, dir. Anton Guadagno - Philadelphia 1964 ed. BCS/Lyric Distribution